# Club Atlético Obras Sanitarias de la Nación
Pour les articles homonymes, voir Obras Sanitarias.
Maillots
Le Club Atlético Obras Sanitarias de la Nación est un club argentin de basket-ball évoluant en Liga Nacional de Básquetbol, soit le plus haut niveau du championnat argentin. Le club est basé dans la ville de Buenos Aires. 

## Palmarès
- Vainqueur de la Coupe intercontinentale en 1983
- Vainqueur de la Liga Sudamericana en 2011

## Entraîneurs
- 1996-1998 :  Fernando Duró

## Joueurs marquants du club
- Pablo Prigioni